# Debun Khan
Debun Khan detto il saggio (905 circa) è stato un sovrano e condottiero mongolo, diretto progenitore della stirpe reale di Gengis Khan.

## Vita
Fu un Khan dei Mongoli. Di lui poco è noto tranne che era appartenente al gruppo tribale dei Borjigin, ceppo principale e cuore della nobiltà Mongola, che raggruppava i clan più importanti.
Era figlio di Torokoljin Bayan e nipote di Borjigidai Khan.

## Discendenze
Fu sposato con Alan Goa la fiera. Primo dei suoi figli fu Bondodjar Mong Khan padre di Kabichi Baator (poi padre di Menen Tudun Khan). Tra i suoi discendenti diretti c'è, oltre a Gengis Khan, anche Tamerlano.